# Holcorpa
Holcorpa (лат.) — вымерший род насекомых отряда скорпионниц (Mecoptera). Включает два эоценовых вида из западной Северной Америки: Holcorpa dillhoffi и Holcorpa maculosa.
Считалась единственным представителем вымершего семейства Holcorpidae, пока в 2017 году не открыли новый вид в составе семейства — Conicholcorpa stigmosa из среднего юрского периода.

## История и классификация
Holcorpa была впервые описана по единственному образцу — сжатой окаменелости в тонких сланцах формации Флориссант, штат Колорадо. На момент описания возраст формации считался олигоценовым. Позднее, с помощью радиометрического датирования кристаллов санидина, возраст формации определили в 34 миллиона лет, что соответствует хадронийскому веку эпохи эоцен. В 2010 году этот возраст был соотнесён с приабонским ярусом. Второй вид известен по единственной окаменелости, которая обнаруженной в коричневых илистых средних сланцах группы Камлупс в пластах окаменелостей Макаби близ Кэш-Крик, Британская Колумбия. Возраст пластов Макаби в 1981 году датировали раннеэоценовым ипрским ярусом.
Род и типовой вид были впервые описаны без иллюстраций в 1878 году Сэмюэлем Скаддером, который поместил род в семейство Panorpidae. Вторая окаменелость была найдена коллекционером в 1907 году и впервые проиллюстрирована в 1927 году Теодором Коккереллом. В 1931 году Фрэнк М. Карпентер полноценно описал вторую окаменелость. H. dillhoffi был описан более чем через 130 лет после описания типового вида. Этоот второй вид описал палеоэнтомолог С. Брюсо Арчибальд из Университета Саймона Фрейзера. Типовое описание было опубликовано в энтомологическом журнале Annales de la Société Entomologique de France. Видовой эпитет dillhoffi выбран в честь Ричарда Диллхоффа, который нашёл и предоставил ряд окаменелостей для исследований, в том числе типовой образец, а также за поддержку Ричардом палеоэнтомологии.

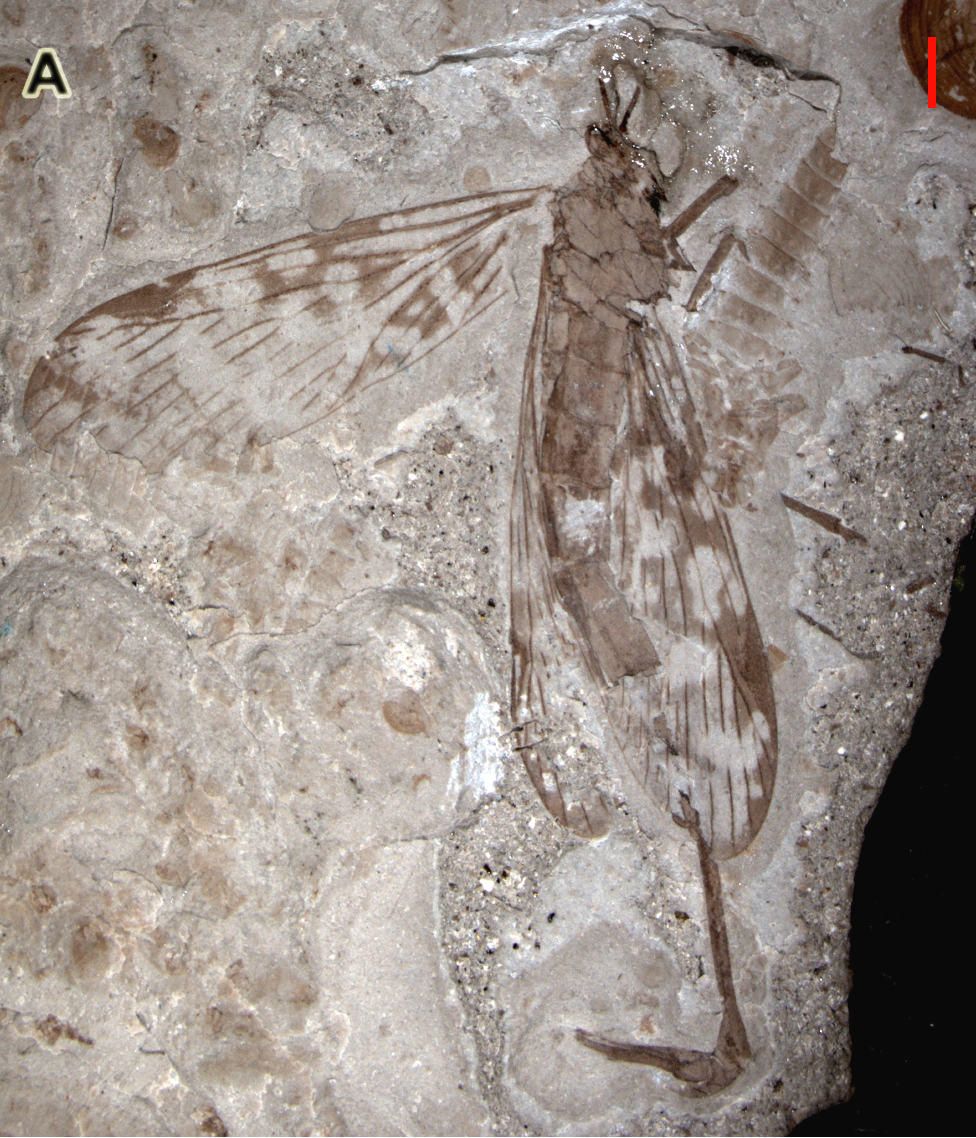
Голотип Miriholcorpa forcipata — среднеюрской скорпионницы

Название семейства Holcorpidae было впервые использовано в 1970 году в сноске русского палеоэнтомолога Владимира Жерихина, который отметил, что семейство монотипично (включает только род Holcorpa). Но поскольку Жерихин не предоставил подробного описания для самого семейства, название было сочтено nomen nudum. Полное техническое описание семейству дал спустя 19 лет немецкий энтомолог Райнер Вильман, а в 2010 году Арчибальд внёс коррективы при описании второго вида.
В 2013 году были описаны два рода — Fortiholcorpa и Miriholcorpa — из юрской формации Цзюлуншань в Китае. Несмотря на то, что оба внешне очень похожи на Holcorpa, авторы описаний не включили их ни в одно семейство скорпионниц. У Fortiholcorpa медиальные крыльевые вены, заметно отличающиеся от таковых у Holcorpa, а 8-й брюшной сегмент лишь немного длиннее 7-го. Напротив, Miriholcorpa не отнесли к скорпионницам из-за того, что на её задних крыльях нет заметного разветвления срединной жилки на 5 ветвей. Поскольку неопределённость связана с сохранностью единственной известной окаменелости, Ван и коллеги отметили, что классификация может измениться при открытии большего количества окаменелостей.

## Описание
Как и у всех скорпионниц, эорпиды обладают удлиненным ростром и четырьмя удлинёнными крыльями почти одинакового размера, а также уникальной «радиальной жилкой-1», почти достигающей вершины крыла. У представителей семейства имеется заметно удлинённое брюшко с увеличенными гениталиями на терминальном сегменте. Holcorpidae отличаются от большинства других панорпоидных семейств пятью ветвями медиальной жилки. Удлинённое брюшко Holcorpa не встречается у семейства Eorpidae, а у Dinopanorpidae из-за гораздо более изогнутой жилки «радиальная жилка-1» не наблюдается.

### H. dillhoffi
H. dillhoffi — немного более крупный вид, чем H. maculosa, предполагаемая общая длина самца — 60 мм, длина переднего крыла 24—25 мм. Передние крылья в целом затемнены, апикальной область с рассеянными гиалиновыми пятнами. Задние крылья гиалиновые в базальной половине, в то время как апикальная половина затемнена, в верхней части вершины крыла присутствует одно отчётливое гиалиновое пятно. В 6-м брюшном сегменте, по-видимому, отсутствуют шпоры, возможно, утраченные во время препарирования, но образованный ими угол шире, чем у H. maculosa.

### H. maculosa
Переднее крыло H. maculosa достигает в длину 19—21 мм, судя по двум известным окаменелостям. Крыло с радиальной жилкой, которая разветвляется на R1, а Rs разветвляется менее чем на 1/3 пути к вершине крыла. И на передних, и на задних крыльях базальные участки гиалиновые, а участки верхушек затемнены. Общая длина тела более полного экземпляра — самца — оценивается в 55 мм, в то время как длина самки составляет 30 мм, но её образец неполный.